# Vv SHO
Voetbalvereniging Steeds Hooger Oud-Beijerland, beter bekend als SHO, is een op 18 juli 1930 opgerichte amateurvoetbalvereniging uit Oud-Beijerland, gemeente Hoeksche Waard, Zuid-Holland, Nederland. De thuiskleuren zijn wit en zwart. Vanaf het seizoen 2024-2025 is Edwin Kruijthof trainer van het eerste elftal.

## Algemeen
De vereniging werd opgericht als Steeds Hooger, de toevoeging Oud-Beijerland volgde nadat binnen de KNVB al een club actief was met de naam Steeds Hooger.
Accommodatie
De thuiswedstrijden worden op sportcomplex "De Kikkershoek" gespeeld. Dit complex is in 1999 opgeleverd, hiervoor speelde SHO aan de Sportlaan in Oud-Beijerland.
Supporters
SHO heeft een eigen supportersvereniging (SV). Deze zorgt ook voor activiteiten buiten de wedstrijden om. Daarnaast ondersteunt de SV allerlei zaken binnen de voetbalvereniging. Aan het eind van het seizoen valt de Sportman- en Sportvrouwverkiezing onder de verantwoordelijkheid van de SV.

## Standaardelftal
Het standaardelftal speelt in het seizoen 2025/26 in de Vierde Divisie na promotie via de nacompetitie het seizoen ervoor.
De grootste successen behaalde dit team in de periode eind jaren zestig en begin jaren zeventig. In het seizoen 1996/97 was de club, als kampioen van 2A, een van de deelnemers in dat seizoen van start gegane Hoofdklasse. In 1997 was SHO  de runner-up in de KNVB beker voor amateurverenigingen. SHO verloor met 2-0 van de SV Babberich in de finale die werd gespeeld in de Rotterdamse Kuip als voorwedstrijd van de bekerfinale voor BVO’s.  SHO speelde elf seizoenen (enkel met een onderbreking in 2001/02 in 1B) op het hoogste amateurniveau. Degradatie volgde in het seizoen 07/08 naar de Eerste klasse, in het seizoen 2009/10 degradeerde SHO opnieuw. De degradatiewedstrijd tegen VV Strijen werd verloren met 3-0. Door het behalen van het kampioenschap in 2011/12 in de Tweede klasse, kwam SHO vanaf het seizoen 2012/13 weer uit in de Eerste klasse. In 2013/14 volgde weer promotie naar de Hoofdklasse (inmiddels het tweede amateurniveau). Na één jaar Hoofdklasse degradeerde SHO weer terug naar de Eerste klasse waarin het speelde tot en met het seizoen 2024/25.

### Erelijst
Winnaar Districtsbeker West IV: 1997
Winnaar Zaterdagbeker: 1967, 1968, 1969
Landskampioen zaterdagamateurs 1970

## Overzichtslijsten

### Competitieresultaten 1944–heden
| 2 4A |

|  |

| 4 4B |

| 6 4C |

| 6 4B |

| 7 4C |

| 2 4C |

| 6 4C |

| 2 4C |

| 1 4C |

| 9 3B |

| 11 3B |

| 3 4C |

| 1 4C |

| 5 3B |

| 2 3B |

| 5 3B |

| 5 3A |

| 3 3B |

| 1 3B |

| 2 2A |

| 8 2B |

| 1 2B |

| 2 2A |

| 5 2B |

| 3 2A |

| 1 2C |

| 7 1A |

| 8 1B |

| 2 1A |

| 3 1A |

| 4 1B |

| 8 1B |

| 11 1A |

| 9 1A |

| 13 1A |

| 5 2A |

| 5 2A |

| 9 2A |

| 5 2A |

| 11 2A |

| 7 2B |

| 7 2B |

| 11 2B |

| 2 3B |

| 6 3B |

| 2 3B |

| 1 3B |

| 2 3B |

| 1 2A |

| 6 1A |

| 14 1B |

| 1 2A |

| 11 B |

| 3 B |

| 10 A |

| 4 A |

| 13 A |

| 1 1B |

| 6 B |

| 5 B |

| 6 B |

| 9 B |

| 9 A |

| 13 A |

| 2 1B |

| 11 1B |

| 4 2D |

| 1 2D |

| 5 1B |

| 2 1C |

| 13 B |

| 7 1C |

| 6 1C |

| 11 1B |

| 3 1B |

| 11 1B |

| 5 1C |

| 2 1D |

| 2 1C |

| B |

| Hoofdklasse Vierde Divisie | Eerste klasse | Tweede klasse | Derde klasse | Vierde klasse |

In elke staaf van de grafiek staat van boven naar beneden vermeld: 
- Eindnotering

Dit is de positie die de club heeft bereikt in de competitie, zonder eventuele beslissings-, play-off- of nacompetitiewedstrijden die nodig zijn geweest om bijvoorbeeld de kampioen van de competitie te bepalen.
Indien een * achter het getal staat is de notering een tussenstand en kan het zijn dat de notering niet overeenkomt met de uiteindelijke eindstand van de competitie.
Staat er een - dan is het seizoen nog bezig en is er geen definitieve uitslag bekend.
Staat er xx op de positie van de notering, dan heeft de club vroegtijdig de competitie verlaten. Dit kan onder andere komen door terugtrekking van het team, faillissement van de club of door een uitgedeelde straf van de KNVB. In veel gevallen staat elders in het artikel de reden vermeld.
Staat er een ? dan is het resultaat uit het verleden onbekend, en is alleen de competitie of het niveau bekend van dat seizoen.
In de seizoenen 2019/20 en 2020/21 werd wegens de coronacrisis het amateurvoetbal afgebroken. Daardoor kennen deze staven geen eindklassering (middels -- weergegeven).
- Competitieniveau en afdelingsletter of Officiële eindstand Eredivisie
  - Competitieniveau en afdelingsletter

Hierbij geeft het getal het niveau weer, dat ook terug te vinden is in de legenda. De letter is de afdelingsaanduiding en wordt gebruikt wanneer er meer afdelingen zijn op hetzelfde niveau. De afdelingsletter is altijd een hoofdletter en wordt meestal zonder nummer gebruikt.
Voorbeeld: 2F is niveau 2e klasse competitie F.
Het competitieniveau en nummer wordt niet vermeld wanneer er slechts één competitie van dit niveau was.
  - Officiële eindstand Eredivisie (getal staat tussen haakjes vermeld)

Sinds de introductie van play-offwedstrijden voor Europees voetbal na afloop van de reguliere competitie in 2005/06, is de KNVB verplicht een eindstand van de Eredivisie door te geven aan de UEFA aan de hand van deze play-offwedstrijden.
Bij deze eindstand staan clubs die zich hebben gekwalificeerd voor Europees voetbal hoger dan clubs die zich niet wisten te kwalificeren. Indien er geen verschil was tussen de eindnotering en de officiële eindstand, staat dit getal niet vermeld.

- Onderafdeling

Hier staat afgekort de naam van de onderafdeling indien de club in dat jaar in een onderafdeling uitkwam. Tevens staat deze afkorting in de legenda en wordt gelinkt naar het artikel over deze onderafdeling. Deze afkorting wordt alleen vermeld wanneer de club in het verleden in verschillende onderafdelingen heeft gespeeld. Deze vermelding is in de staaf altijd in kleine letters. Deze onderafdelingen zijn na het seizoen 1995/96 afgeschaft. Heeft de club in slechts één onderafdeling gespeeld, dan is dit alleen terug te vinden in de legenda.
Onder de staaf staat het jaartal vermeld waarin het seizoen is afgesloten. 15 verwijst naar het seizoen 2014/15 of eventueel het seizoen 1914/15.
Wanneer een staaf leeg is, zijn deze gegevens niet bekend. Het kan ook zijn dat de club dat seizoen niet heeft meegespeeld op het hogere amateurniveau, vroegtijdig de competitie heeft verlaten of uit de competitie is gezet.

In het seizoen 1944/45 was er wegens de Tweede Wereldoorlog geen regulier competitievoetbal.

## SHO in de KNVB Beker
Dit schema laat de resultaten zien van SHO tegen profclubs in de KNVB Beker.
| Seizoen | Ronde    | Wedstrijd            | Uitslag     |
| ------- | -------- | -------------------- | ----------- |
| 1997/98 | Groep 9  | RBC Roosendaal - SHO | 1-1         |
| 1997/98 | Groep 9  | SHO - Willem II      | 3-2         |
| 1997/98 | Groep 9  | SHO - SBV Eindhoven  | 0-2         |
| 1998/99 | Groep 7  | SHO - NAC Breda      | 0-2         |
| 1998/99 | Groep 7  | TOP Oss - SHO        | 6-1         |
| 1998/99 | Groep 7  | SHO - Dordrecht '90  | 1-3         |
| 2000/01 | Groep 5  | SHO - RBC Roosendaal | 1-0         |
| 2003/04 | 1e ronde | SHO - FC Den Bosch   | 0-5         |
| 2005/06 | 1e ronde | SHO - Jong PSV       | 3-0 (regl.) |
| 2005/06 | 2e ronde | ADO Den Haag - SHO   | 11-1        |

## Bekende (oud-)Spelers

### Spelers
- Menno Bergsen
- Mark Bevaart
- Brayton Biekman
- Joshua Brard
- Hans Bres
- Rashid Browne
- Wouter Burger
- Glenn Helder
- Remco van Keeken
- Wim Kooiman
- Peter Leeuwenburgh
- Rogier Molhoek
- Noah Naujoks
- Yuki Ozawa
- Jeroen Rijsdijk
- Manique de Vette

### Trainers
- Hans Bentzon
- Jack van den Berg
- Wim van der Gijp
- Harry van den Ham
- Jeroen Rijsdijk
- Arnold Scholten
- Kees Zwamborn